# 呂方 (水滸傳)
呂方，小说《水浒传》中人物，梁山108将之一，潭州人氏，善使方天畫戟，外號「小溫侯」。離鄉到山東販藥，但是虧蝕了金錢，不能夠回鄉，便佔住山頭打劫。
花榮和清風寨的人救了宋江後經過對影山，只見穿紅衣的呂方和穿白衣的郭盛都在使方天畫戟比武，兩戟的絨尾卻結住了，花榮用箭把結射開，兩人便停止武鬥。後來二人得知眼前人為宋江後便自願投效一同上了梁山。與「赛仁贵」郭盛一起擔任宋江的貼身騎兵護衛。
梁山全伙受招安後，呂方隨征遼國、方臘。在攻打方腊佔領的烏龍嶺時，與方將白欽交手，但是在險峻山路上，二人的馬都站不穩，一同連人帶馬跌下山去。

## 能力
呂方上梁山後，武功長進很快。在攻打曾头市的时候，吕方被曾家五虎之老大曾涂大战三十回合后不敌，戟法开始乱了，本来曾涂的武艺很强，武力不在梁山五虎之下，最后被吕方、郭盛杀死（其中花荣幫忙射一箭，因此曾涂中箭落马）。但在招安后，吕方的战绩可谓直线飙升。在随宋江平定江南时，吕方作为偏将，随正将卢先锋的军马，参与攻打宣州、湖州，独松关下，吕方和厉天佑相持，约斗了五六十合，被吕方一戟刺死，梁山征討方臘時，他和石寶大戰五十回合，還全身而退。武功不亞於關勝、林沖（关胜都说石宝刀法不在自己之下），呂方能和他大戰五十回合，也說明他的武功不俗。

## 影视形象
- 2011年版《水浒传》：孙渤洋